# Алматинский завод тяжёлого машиностроения
АО «Алматинский Завод Тяжёлого Машиностроения» (АЗТМ) (каз. Алматы ауыр машина жасау зауыты» Акционерлік қоғамы) — один из крупнейших машиностроительных предприятий Казахстана широкого профиля. Расположен в городе Алматы.

## История
В 1941 году, в период Второй мировой войны, в Алма-Ату были эвакуированы три цеха Луганского паровозостроительного завода.
В феврале 1942 года был создан Алма-Атинский завод тяжёлого машиностроения, смонтировано и запущено оборудование, с марта 1942 года завод стал выпускать продукцию военного назначения: бомбы, мины и снаряды.
В течение 1943 года производительность труда увеличилась на 33%, себестоимость выпускаемой продукции снизилась.
В 1946 году начал производство прокатного оборудования. В 1951 году дополнительно к 84 видам изделий освоил выпуск волочильных станов 1/650, 1/750, 6/350. С этого же года завод впервые стал работать на экспорт. В номенклатуре выпускаемых на АЗТМ изделий более 300 наименований различных машин и оборудования (1982). Продукция АЗТМ экспортировалась в 32 страны, в том числе США, Великобританию, Францию, Японию, ФРГ, и др. (1982).
С 2000 года завод наладил выпуск продукции для нефтегазовой и горнодобывающей промышленности Казахстана.

## Продукция
В период Казахской ССР завод поставлял волочильные и трубоволочильные станы, вспомогательное оборудование и другую продукцию предприятиям чёрной и цветной металлургии, промышленности строительных материалов, электротехнической и авиационной промышленности.

## Награды
- Орден Трудового Красного Знамени (1981)[1]
- «Золотой Глобус» — за качество продукции и вклад в мировую экономику (1994)[4].
- «Международная бриллиантовая звезда за качество» (1996)[4].